# Língua montenegrina
O montenegrino (црногорски, transl. crnogorski) é a variante Ijekaviano-Shtokaviano da língua pluricêntrica servo-croata falado em Montenegro. É reconhecida como dialeto das línguas eslavas do sul. 22% dos montenegrinos referem-se ao seu dialecto específico como língua à parte. Desde 2004, a administração montenegrina tem promovido lentamente a ideia de uma língua montenegrina entre a população, movimento esse com origens que remontam a 1993. Dada a independência montenegrina em 2006, existe uma contínua disputa acerca desta matéria, culminando com a sua proclamação como a língua oficial de Montenegro na nova constituição de 22 de outubro de 2007. A constituição foi apoiada por maioria no parlamento de Montenegro.